# قهوة كردية
القهوة الكردية أو قزوان (بالكردية: قاوەی کوردی، Qehweya Kurdî أو قاوەی قەزوان، Qehweya Kezwanan‏) هو مشروب ساخن خالٍ من الكافيين يعد من ثمار البطم التربنتيني المحمص والمطحون منتشر في الشمال كردستان و الجنوب كردستان.
تعتبر القهوة الكردية جزءا مهما من تراث الشعب الكردي، ونسجت حولها العديد من القصص والأساطير والملاحم، ويتم تقديمها في مجالس الكرد.

## التاريخ

### انتشار القهوة الكردية في العالم من عام 1850 حتى عام 1930
ظهرت القهوة الكردية أول مرة في الأسواق الأوروبية وبلاد الشام وإيران في أواخر العهد العثماني، وكانت علبة القهوة حينها تحمل صورة شخص يرتدي الزي الكردي ومكتوب عليها "القهوة الكردية".
كانت القهوة الكردية واحدة من أكثر أنواع القهوة شعبية في فرنسا على مدار أكثر من 80 عام، حيث كانت تُقطف ثمرة البطم التربنتيني المسماة باللغة الكردية "كيزوان" - وهو نبات ينمو في البرية في حوض البحر الأبيض المتوسط - من المناطق الجبلية في بطمان وديار بكر وأديامان وماردين في شمال كردستان ومعالجتها في القهوة ثم تصديرها إلى فرنسا حيث كان يتم تعبئتها وبيعها في أوروبا تحت اسم "القهوة الكردية" وفي فرنسا تحت اسم «Chicorée au kurde»، وكانت تتميز بكونها لا تحتوي على الكافيين.

### سياسة التتريك
بعد تأسيس الدولة التركية وضمها المناطق الكردية في جنوب شرق الأناضول، صدرت السلطات التركية سلسلة من التمييز المنهجي حرمت الشعب الكردي من لغتهم وملابسهم التقليدية وثقافتهم وعاداتهم، حينها عندما بدأت الحكومة التركية في إعادة تسمية مدن وقرى كردستان، أعادت تسمية القهوة الكردية أيضا إلى "القهوة التركية" حيث أصبحت القهوة الكردية الأكثر مبيعًا في فرنسا في وقت قصير وتم تعبئتها وإرسالها إلى بقية العالم، الأمر الذي أعتبرته الحكومة التركية تهديدا لها واضطرت إلى مطالبة الحكومات الأوروبية وبقية حكومات العالم بتغيير اسم وصورة عبواتهم التي كانت تحتوي على اسمها الأصلي مع صورة لمقاتل كردي بالزي التقليدي. مع ذلك لا تزال تعرف القهوة الكردية باسمها الأصلي بين السكان المحليون في المناطق شمال كردستان وفي جنوب كردستان .

## المكونات
تصنع القهوة الكردية من حبات شجرة البطم البرية الخالية من الكافيين التي تتميز بمذاقها الدهني السلس وتعطي نكهة الفستق لدى تناولها، وهي تنمو بشكل طبيعي في جبال كردستان .